# Паркер, Корнелия
Корнелия Энн Паркер (англ. Cornelia Ann Parker; род. 1956, Чешир, Англия) — английская художница, известная работами в области скульптуры и инсталляции.

## Биография
Мать Паркер была немкой, служила медсестрой в люфтваффе во время Второй мировой войны. Дед сражался в битве на Сомме во время Первой мировой войны.
Художественное образование получила в Глостерширском колледже искусств и дизайна (1974—1975) и Вулверхэмптонском политехническом институте (1975—78). В 1982 году получила степень магистра в Редингском университете. Имеет почетные докторские степени Вулверхэмптонского, Бирмингемского, Глостерширского и Манчестерского университетов.
В 1997 году Паркер вошла в шорт-лист Премии Тёрнера наряду с Кристиной Борланд, Анжелой Буллок и Джиллиан Уиртинг (которая стала победительницей). В настоящее время является почётным профессором Манчестерского университета и почётным членом Куин-Элизабет-Холл в Оксфордском университете.
Паркер замужем, имеет дочь, живёт и работает в Лондоне.

## Творчество
Паркер наиболее известна крупномасштабными инсталляциями, такими как Cold Dark Matter: The Exploded View (1991), впервые показанной в Галерее Чизенхейл в Ист-Энде. Для этой работы художница попросила британскую армию взорвать сарай, а затем собрала обломки в композицию, в которой как будто остановлен процесс взрыва. В центре композиции размещался источник света, за счёт которого на стены помещения отбрасывались резкие тени. Эта работа вдохновила скрипача Джу Ен Сёра на создание оркестрового произведения с тем же названием. .
Продолжая тему, в 1997 году на выставке Премии Тёрнера Паркер показала работу Mass (Colder Darker Matter), сходным образом сконструировав инсталляцию из обгоревших останков церкви, поражённой молнией в Техасе. Восемь лет спустя в работе Anti-Mass (2005) она использовала для композиции обугленные останки негритянской церкви в Кентукки, уничтоженной в результате поджога.
В 1995 году Паркер участвовала в перформансе Тильды Суинтон The Maybe (1995) в лондонской галерее «Серпентайн». Суинтон спала в стеклянном боксе, который создала для неё Паркер. Первоначальная идея Суинтон заключалась в том, чтобы лежать, словно Белоснежка, в стеклянном гробу, но благодаря сотрудничеству с Паркер центральной фигурой работы стала сама актриса, а не изображаемый ею вымышленный персонаж. Паркер расставила по галерее стеклянные боксы с такими реликвиями, принадлежавшими знаменитым историческим личностям, как подушка и одеяло с дивана Фрейда, коньки Уоллис Симпсон, перьевая ручка Чарльза Диккенса и чулок королевы Виктории. Перформанс был повторен в Риме (1996), а затем в Музее современного искусства в Нью-Йорке (2013) без участия Паркер.
Паркер была автором и других арт-интервенций, связанных с историческими произведениями искусства. Например, в 2003 году она обмотала скульптуру Родена «Поцелуй» в галерее Тейт длинной нитью в качестве своего вклада в триеннале Days Like These. Работа была названа The Distance (A Kiss With String Attached). В 2015 году эта работа была повторена в рамках ретроспективы Паркер в Художественной галерее Уитворта в Манчестере. В работе «Подсознание памятника» (Subconscious of a Monument, 2005) художница развесила куски сухой почвы под потолком галереи. Эти высохшие глиняные глыбы были удалены из-под Пизанской башни, чтобы предотвратить ее разрушение.
Avoided Object — название неоконченной серии небольших работ Паркер, которые создаются в сотрудничестве с различными учреждениями, включая Королевскую оружейную палату, полицию Великобритании и Музей мадам Тюссо. Некоторые объекты серии подвергались различным экстремальным воздействиям: сжиганию, расстрелу, раздавливанию, растягиванию, волочению, подрыву, разрезанию или просто сбрасыванию с обрыва — в этих работах Паркер воссоздавала смерти, показанные в мультфильмах, которые давно её завораживали. Другие не достигли стадии конечного продукта, как, например, заготовки пистолетов в «Эмбрионах огнестрельного оружия» (Embryo Firearms, 1995). Часть не могла даже считаться предметами, как, например, трещины, складки, тени, пыль или грязь. Работа The Negative of Whispers (1997) представляет собой затычки для ушей, сделанные из пыли, собранной в Шепчущей галерее собора Святого Павла.
Ещё одним примером работы этой серии являются «Порнографические рисунки» (Pornographic Drawings, 1997), созданные с использованием самодельной краски, изготовленной из растворённой ленты видеокассеты с порнографическим содержанием, конфискованной таможенной службой.
В 2009 году к открытию парка скульптур Jupiter Artland возле Эдинбурга Паркер приготовила фейерверк под названием «Ноктюрн: приземление луны» (Nocturne: A Moon Landing), в котором использовался лунный метеорит. В следующем году Паркер сделала для Jupiter Artland «Пейзаж с ружьём и деревом» (Landscape with Gun and Tree) — дробовик из чугуна и стали высотой девять метров, прислоненный к дереву. Основой для произведения стала картина «Мистер и миссис Эндрюс» Томаса Гейнсборо, где мистер Эндрюс позирует с охотничьим ружьём. Ружье, использованное в работе Паркер, является копией реального оружия, принадлежащего Роберту Уилсону, одному из основателей Jupiter Artland.
Для триеннале в Фолкстон 2011 года Паркер воссоздала в местной гавани свою версию из популярных туристических достопримечательностей Копенгагена — «Русалочки». В процессе открытого конкурса Паркер выбрала в качестве модели коренную уроженку Фолкстона Джорджину Бейкер, мать двоих детей. В отличие от идеализированной копенгагенской версии, это скульптура выполнена в натуральном виде и масштабе, прославляя местных жителей и повседневность.
К празднованию 800-летия Великой хартии вольностей Паркер создала работу «Великая хартия вольностей (вышивка)» — вышитую вручную репродукцию статьи английской Википедии «Magna Carta» по состоянию на 15 июня 2014 года.
В 2016 году Паркер стала первой женщиной-художницей, которой было поручено создать новую работу для сада на крыше Метрополитен-музея в Нью-Йорке. Она изготовила Transitional Object (PsychoBarn) — уменьшенную копию дома из фильма Хичкока 1960 года «Психо», построенного с использованием разобранного красного овина.

## Кураторство
В 2011 году Паркер курировала выставку Richard Of York Gave Battle In Vain для галереи «Уайтчепел» в Лондоне, для который были отобраны произведения из Правительственной коллекции, размещённые в соответствии с цветовой гаммой.
В 2014 году на летней выставке Королевской академии искусств Паркер курировала «Черно-белую комнату», в которой выставлялись художники, достойные, по мнению художницы, стать членами академии.
В 2016 году Паркер курировала выставку Found в The Foundling Museum, в которой приняли участие шестьдесят восемь художников различных направлений. Была представлена и её собственная работа «Маленькая капля джина» (A Little Drop of Gin) — ограниченный тираж фотогравюр, изготовленных с помощью рюмки 1750-х годов и капель джина.

## Признание
В 2010 году Паркер была избрана в Королевскую академию искусств в Лондоне и получила степень офицера Ордена Британской империи. В 2000, 2005, 2008 и 2017 годах она была удостоена почётных докторских степеней Вулверхэмптонского, Бирмингемского, Глостерширского и Манчестерского университетов соответственно.
В 2016 году Паркер выиграла премию Apollo Award в номинации «Художник года». Другими художниками, вошедшими в шорт-лист, стали Кармен Эррера, Дэвид Хокни, Рагнар Кьяртансон, Яннис Кунеллис и Хелен Мартен.
На всеобщих выборах 2017 года Паркер получила статус официального художника. В этом качестве она наблюдала за предвыборной кампанией, предшествовавшей голосованию 8 июня, чтобы запечатлеть её в произведении искусства. В результате Паркер выпустила два фильма и серию из 14 фотографических работ, предпоказ которых прошёл на BBC Newsnight 2 февраля 2018 года, а затем они были размещены в Интернете на веб-сайте парламента Великобритании, прежде чем быть представленными на выставке в Вестминстерском дворце.

## Политика
На всеобщих выборах 2015 года Паркер публично поддержала кандидатуру Кэролайн Лукас от Зелёной партии Англии и Уэльса.